# Remo Remotti
Remo Remotti (Roma, 16 novembre 1924 – Roma, 21 giugno 2015) è stato un narratore, attore e cantautore italiano.
Ha lavorato, tra gli altri, con Francis Ford Coppola, Marco Bellocchio, Nanni Moretti, Ettore Scola, i fratelli Taviani, Werner Masten, Peter Ustinov, Nanni Loy, Maurizio Nichetti, Carlo Mazzacurati, Antonello Salis, Aldo, Giovanni e Giacomo e Carlo Verdone.

## Biografia
Rimane orfano del padre all'età di dodici anni e questo evento, insieme al problematico rapporto con la madre, dovuto anche alla condizione di figlio unico, segnerà per sempre la sua vita privata e professionale. Laureato in legge, negli anni Cinquanta emigra in Perù, quasi una fuga dall'ambiente chiuso e benestante nel quale vive, e vi resta per circa sette anni. Qui intraprende vari mestieri, e soprattutto scopre la sua passione per l'arte, frequentando scuole serali a Lima.
Al ritorno in Italia trova lavoro a Milano presso l'azienda farmaceutica Lepetit, dove resta ben poco, considerando il suo spirito, già proiettato verso altre esperienze. Nel 1960 sposa Maria Luisa Loy, sorella del celebre regista. Il soggiorno milanese continua ancora per anni, anche grazie ad una borsa di studio per artisti. Nel capoluogo lombardo Remotti conosce l'ambiente culturale dell'epoca (Fontana, Manzoni, etc..) oltre ad esporre le sue prime opere in gallerie private. Dopo essersi stabilito tra Roma e Anguillara Sabazia, parte per la Germania, dove vive dal 1968 al 1971 e dove respira il fermento intellettuale che attraversa l'Europa. 
Diventa assistente di studio di Emilio Vedova. Questi anni misero però in crisi il matrimonio, che subì una frattura difficile da arginare. Stabilitosi definitivamente in Italia, inizia l'attività di autore teatrale nonché di attore, grazie all'amico Renato Mambor che lo introduce al teatro Alberico e Alberichino, dove conosce Marco Bellocchio che di lì a poco lo dirige ne Il Gabbiano di Cechov. Seguono altre partecipazioni in opere cinematografiche, fino all'incontro con Nanni Moretti che lo porta nel 1981 alla sua performance più celebre, quella di Sigmund Freud in Sogni d'oro.
Con il noto regista prende parte anche in Bianca, dove interpreta il vicino di casa Siro Siri e in Palombella rossa nel ruolo dell'alter ego dell'allenatore. Remotti continua l'attività di pittore, esponendo tra l'altro alla Quadriennale di Roma. Lavora poi con Carlo Mazzacurati in Notte italiana, sul set del quale incontra Luisa Pistoia, che diventerà la sua seconda moglie. Nel 1989 nasce la figlia, Federica. Si esibisce in spettacoli dal vivo, continua l'attività di attore, pittore, scrittore. Il 16 novembre 2014, ha festeggiato novanta anni di età con la sua mostra di arte "Ho rubato la marmellata" presso la Galleria De Crescenzo&Viesti in Roma.
Nel 2015 alcune sue opere entrano nella collezione storica di Palazzo Collicola Arti Visive a Spoleto. La mostra al MACRO segna una nuova tappa nel progetto di sistemazione del suo archivio di pitture, disegni e sculture. Remo Remotti muore il 21 giugno 2015 a Roma. In ricordo del terzo anniversario della sua scomparsa, il 21 giugno 2018, è andato in onda su Sky Arte il documentario sulla sua vita prodotto dalla figlia Federica per Ruvido Produzioni con l’Istituto Luce-Cinecittà “Ho Rubato la Marmellata - Vita di un artista politicamente scorretto” diretto da Gioia Magrini e Roberto Meddi, che ha inoltre ricevuto il premio del pubblico all’interno della rassegna di Mario Sesti “Extra Doc Fest” del Festival del Cinema di Roma e la Menzione Speciale ai Nastri D'Argento 2019.
Il 15 gennaio 2019 presso l’Istituto Italiano di Berlino viene inaugurata la mostra “Remotti Welten” in cui vengono esposti con successo di pubblico e critica i fumetti biografici, quadri e sculture materiche del periodo berlinese. Il 5 settembre 2019 presso l’Istituto Italiano di Lima viene inaugurata la mostra “Remotti De Papel” con tutti i disegni e fumetti realizzati da Remo negli anni Cinquanta quando, come detto, arrivò in Perù e si avvicinò per la prima volta al mondo dell'arte. Il 31 agosto 2021 esce il libro L'ultimo vecchio sulla terra di Remotti e Davide Toffolo per Rizzoli. Sua figlia Federica e sua moglie Luisa stanno continuando il lavoro artistico lasciato da Remo per trasmettere sempre la sua arte e il suo pensiero di vita.

## Influenza culturale
Checco Loy, membro del duo Loy e Altomare e nipote di Remo Remotti, gli ha dedicato la canzone A zio Remo, contenuta nell'album Chiaro.

## Filmografia

### Attore

#### Cinema
- A mosca cieca, regia di Romano Scavolini (1966)
- La prova generale, regia di Romano Scavolini (1968) – non accreditato
- Morte di un operatore, regia di Faliero Rosati (1979)
- Il prato, regia di Paolo e Vittorio Taviani (1979)
- La terrazza, regia di Ettore Scola (1980)
- Henry Angst, regia di Ingo Kratisch (1980)
- Salto nel vuoto, regia di Marco Bellocchio (1980)
- Masoch, regia di Franco Brogi Taviani (1980)
- Augh! Augh!, regia di Marco Toniato (1981)
- La storia vera della signora dalle camelie, regia di Mauro Bolognini (1981)
- Sogni d'oro, regia di Nanni Moretti (1981)
- La festa perduta, regia di Pier Giuseppe Murgia (1981)
- Logik des Gefühls, regia di Ingo Kratisch (1982)
- Giocare d'azzardo, regia di Cinzia TH Torrini (1982)
- Canto d'amore, regia di Elda Tattoli (1982)
- Un foro nel parabrezza, regia di Sauro Scavolini (1983)
- Occhei, occhei, regia di Claudia Florio (1983)
- Mi manda Picone, regia di Nanni Loy (1983)
- Bianca, regia di Nanni Moretti (1984)
- Una strana passione (Un amour interdit), regia di Jean-Pierre Dougnac (1984)
- Il lungo inverno, regia di Ivo Barnabò Micheli (1985)
- La vera storia della rivoluzione francese (Liberté, égalité, choucroute), regia di Jean Yanne (1985)
- La cifra, episodio di Juke box, regia di Sandro De Santis (1985)
- Inganni, regia di Luigi Faccini (1985)
- Otello, regia di Franco Zeffirelli (1986)
- Notte italiana, regia di Carlo Mazzacurati (1987)
- Napoli-Berlino, un taxi nella notte (Helsinki Napoli All Night Long), regia di Mika Kaurismäki (1987)
- Re di macchia, regia di Bruno Modugno (1988)
- La parola segreta, regia di Stelio Fiorenza (1988)
- Palombella rossa, regia di Nanni Moretti (1989)
- Nulla ci può fermare, regia di Antonello Grimaldi (1989)
- Affetti speciali, regia di Felice Farina (1989)
- Lungo il fiume, regia di Vanna Paoli (1989)
- Il padrino - Parte III (The Godfather: Part III), regia di Francis Ford Coppola (1990)
- Stiamo attraversando un brutto periodo, regia di Rodolfo Roberti (1990)
- Con i piedi per aria, regia di Vincenzo Verdecchi (1990)
- Volere volare, regia di Maurizio Nichetti e Guido Manuli (1991)
- Hudson Hawk - Il mago del furto (Hudson Hawk), regia di Michael Lehmann (1991)
- Ladri di futuro, regia di Enzo Decaro (1991)
- Il gioco delle ombre, regia di Stefano Gabrini (1991)
- Miracolo italiano, regia di Enrico Oldoini (1994)
- Il cielo è sempre più blu, regia di Antonello Grimaldi (1996)
- Il mondo alla rovescia, regia di Isabella Sandri (1996)
- Cuba libre - Velocipedi ai tropici, regia di David Riondino (1997)
- Simpatici & antipatici, regia di Christian De Sica (1998)
- Tobia al caffè, regia di Gianfranco Mingozzi (2000)
- Caruso, zero in condotta, regia di Francesco Nuti (2001)
- Quore, regia di Federica Pontremoli (2002)
- Ma che colpa abbiamo noi, regia di Carlo Verdone (2003)
- Il quaderno della spesa, regia di Tonino Cervi (2003)
- Andata e ritorno, regia di Alessandro Paci (2003)
- Cappuccetto Rosso (Red Riding Hood), regia di Giacomo Cimini (2003)
- Agata e la tempesta, regia di Silvio Soldini (2004)
- Ladri di barzellette, regia di Bruno Colella e Leonardo Giuliano (2004)
- Sara May, regia di Marianna Sciveres (2004)
- Shooting Silvio, regia di Berardo Carboni (2006)
- Nemici per la pelle, regia di Rossella Drudi (2006)
- Nero bifamiliare, regia di Federico Zampaglione (2007)
- Segretario particolare, regia di Nicola Molino (2007)
- La canarina assassinata, regia di Daniele Cascella (2008)
- Il prossimo tuo, regia di Anne Riitta Ciccone (2009) - non accreditato
- La strategia degli affetti, regia di Dodo Fiori (2009)
- Palestrina princeps musicae, regia di Georg Brintrup (2009)
- Nine, regia di Rob Marshall (2009)
- Letters to Juliet, regia di Gary Winick (2010)
- Mangia prega ama (Eat Pray Love), regia di Ryan Murphy (2010)
- La banda dei Babbi Natale, regia di Paolo Genovese (2010)
- Quando si diventa grandi, regia di Massimo Bonetti (2010)
- Nessuno mi può giudicare, regia di Massimiliano Bruno (2011)
- Buona giornata, regia di Carlo Vanzina (2012)
- Viva l'Italia, regia di Massimiliano Bruno (2012)
- Buongiorno papà, regia di Edoardo Leo (2013)
- Ganja Fiction, regia di Mirko Virgili (2013)

### Televisione
- Il gabbiano, regia di Marco Bellocchio – film TV (1977)
- I vecchi e i giovani, regia di Marco Leto – miniserie TV (1979)
- Tre ore dopo le nozze, regia di Ugo Gregoretti – film TV (1979)
- Il fascino dell'insolito – serie TV, episodio 2x02  (1981)
- Padre part time, regia di Massimo Antonelli – film TV (1984)
- I cavalieri del cross, regia di Stefania Casini – film TV (1988)
- Ricordi di guerra, regia di Dan Curtis - serie TV (1988)
- L'ispettore Derrick – serie TV, episodio 18x01 (1991)
- Quei due sopra il varano – sitcom (1996-1997)
- Stiamo bene insieme – serie TV (2002)
- Distretto di polizia – serie TV, episodio 6x17 (2006)
- Provaci ancora prof! – serie TV, 1 episodio (2007)
- R.I.S. - Delitti imperfetti – serie TV, episodio 3x12 (2007)
- Don Matteo – serie TV, episodio 6x13 (2008)
- Un medico in famiglia – serie TV (2009)
- I Cesaroni – serie TV, episodio 3x01 (2009)
- Viso d'angelo, regia di Eros Puglielli – miniserie TV (2011)

### Cortometraggi
- Per non dimenticare, regia Massimo Martelli (1992)
- Il pranzo onirico, regia di Eros Puglielli (1997)
- Dead train, regia di Davide Marengo (1997)
- La fine, regia di Dino Giarrusso (1999)
- Nessundorma, regia di Enrico Sisti (2000)
- Di mosche e fate, regia di Enrico Sisti (2002)
- La fondue, regia di Vincenzo Caiazzo (2005)
- Cenere Eri, regia di Daniele Grassetti (2006)
- Senza sosta, regia di Tommaso Agnese (2006)
- La moglie, regia di Andrea Zaccariello (2006)
- Odore di zolfo, regia di Gabriele Galli (2008)
- Loop, regia di Valentina Tomada (2008)
- Cicatrici, regia di Eros Achiardi (2009)
- Papà, regia di Emanuele Palamara (2011)
- Men Improve with the Years, regia di Alessandro Maresca (2015)

## Opere
- Ho rubato la marmellata, Le Parole Gelate, 1983.
- Memorie di un maniaco sessuale di sinistra, Noubs, 1996.
- Città, donne, segni zodiacali, monologhi, ferrovie dello Stato, mostri... Ed altro, Noubs, 1999, ISBN 978-8887468021.
- Diventiamo angeli. Le memorie di un matto di successo, DeriveApprodi, 2001, ISBN 978-8887423716.
- Diario segreto di un sopravvissuto, Einaudi, 2006.
- Sto per diventare quasi famoso, Noubs, 2008, ISBN 978-8887468618.
- Sesso da ospizio. Per finire bene, Coniglio Editore, 2008, ISBN 978-8860631527.

## Discografia

### Album
- 2005 - Canottiere (ConcertOne)[2]
- 2007 - In voga (ConcertOne)[3]
- 2008 - Lo zodiaco di Remotti (ConcertOne/Edel Music)[4]
- 2010 - Remo! (ConcertOne)
- 2013 - RemottiSalis (ConcertOne)

### Singoli
"Pezzo" Remo Remotti, Recycle, Yari Carrisi, 2003 (soleluna)